# Coppa dei Caraibi 2012
La Coppa dei Caraibi 2012 (Digicel Caribbean Cup 2012) fu la ventitreesima edizione della Coppa dei Caraibi (la diciassettesima con la nuova denominazione), competizione calcistica per nazione organizzata dalla CFU. La competizione si svolse in Antigua e Barbuda dal 7 dicembre al 16 dicembre 2012 e vide la partecipazione di otto squadre: Antigua e Barbuda, Cuba, Giamaica, Guyana francese, Haiti, Martinica, Rep. Dominicana e Trinidad e Tobago. Il torneo valse anche come qualificazione per la CONCACAF Gold Cup 2013.
La CFU organizzò questa competizione come CFU Championship dal 1978 al 1988; dal 1989 al 1990 sotto il nome di Caribbean Championship; dall'edizione del 1991 a quella del 1998 cambiò nome e divenne Shell Caribbean Cup; le edizioni del 1999 e del 2001 si chiamarono Caribbean Nations Cup; mentre dal 2005 al 2014 la competizione si chiamò Digicel Caribbean Cup; nell'edizione del 2017 il suo nome è stato Scotibank Caribbean Cup.

## Formula
- Qualificazioni

Antigua e Barbuda (come paese ospitante) e Giamaica (come campione in carica) sono qualificati direttamente alla fase finale. Rimangono 23 squadre per 6 posti disponibili per la fase finale: Cuba Grenada e Guadalupa accedono direttamente alla seconda fase. Le qualificazioni si dividono in due fasi:
Prima fase - 20 squadre, divisi in 5 gruppi da quattro squadre, giocano partite di sola andata, le prime classificate di tutti i gruppi e le quattro migliori seconde accedono alla seconda fase.
Seconda fase - 12 squadre, divisi in 3 gruppi da quattro squadre, giocano partite di sola andata, le prime e le seconde classificate si qualificano alla fase finale.
- Fase finale

Fase a gruppi - 8 squadre, divise in due gruppi da quattro squadre. Giocano partite di sola andata, le prime due classificate si qualificano alle semifinali.
Fase a eliminazione diretta - 4 squadre, giocano partite di sola andata. La vincente si laurea campione CFU. Le quattro semifinaliste si qualificano alla fase finale della CONCACAF Gold Cup 2013.

## Squadre partecipanti
| Pr. | Squadra           | Data di qualificazione certa | Partecipante in quanto                                            | Partecipazioni precedenti al torneo                                                                                               | Ultima presenza            |
| --- | ----------------- | ---------------------------- | ----------------------------------------------------------------- | --- | -------------------------- |
| 1   | Antigua e Barbuda | -                            | Rappresentativa della nazione organizzatrice della fase finale    | 9 (1978, 1983, 1988, 1992, 1995, 1997, 1998, 2008, 2010)                                                                          | Martinica 2010             |
| 2   | Giamaica          | 5 dicembre 2010              | Rappresentativa della nazione detentrice del titolo               | 13 (1990, 1991, 1992, 1993, 1995, 1996, 1997, 1998, 1999, 2001, 2005, 2008, 2010)                                                 | Martinica 2010             |
| 3   | Rep. Dominicana   | 28 ottobre 2012              | 1ª classificata nel gruppo 2 della seconda fase di qualificazione | 1 (1991) | Giamaica 1991              |
| 4   | Martinica         | 28 ottobre 2012              | 2ª classificata nel gruppo 2 della seconda fase di qualificazione | 14 (1983, 1985, 1988, 1990, 1991, 1992, 1993, 1994, 1996, 1997, 1998, 2001, 2007, 2010)                                           | Martinica 2010             |
| 5   | Haiti             | 18 novembre 2012             | 1ª classificata nel gruppo 1 della seconda fase di qualificazione | 9 (1978, 1979, 1994, 1996, 1998, 1999, 2001, 2007, 2008)                                                                          | Giamaica 2008              |
| 6   | Guyana francese   | 18 novembre 2012             | 2ª classificata nel gruppo 1 della seconda fase di qualificazione | 2 (1983, 1995) | Giamaica-Isole Cayman 1995 |
| 7   | Trinidad e Tobago | 18 novembre 2012             | 1ª classificata nel gruppo 3 della seconda fase di qualificazione | 21 (1978, 1979, 1981, 1983, 1988, 1989, 1990, 1991, 1992, 1993, 1994, 1995, 1996, 1997, 1998, 1999, 2001, 2005, 2007, 2008, 2010) | Martinica 2010             |
| 8   | Cuba              | 18 novembre 2012             | 2ª classificata nel gruppo 3 della seconda fase di qualificazione | 10 (1991, 1992, 1995, 1996, 1999, 2001, 2005, 2007, 2008, 2010)                                                                   | Martinica 2010             |

## Stadi
Sono stati scelti due stadi per ospitare la competizione.
| Saint John's                                                       | North Sound                 |
| ------------------------------------------------------------------ | --------------------------- |
| Antigua Recreation Ground                                          | Sir Vivian Richards Stadium |
| 17°07′20.2″N 61°50′20.5″W                                          | 17°06′11.79″N 61°47′05.46″W |
| Capienza: 12.000                                                   | Capienza: 10.000            |
| Saint John's North SoundCoppa dei Caraibi 2012 (Antigua e Barbuda) |                             |

## Fase finale

### Fase a gruppi

#### Gruppo A
| Saint John's 7 dicembre 2012, ore 18:00 UTC-4 | Haiti    | 0 – 0 referto | Trinidad e Tobago | Antigua Recreation Ground (150 spett.)\| Arbitro: \| Legister \| |
| Arbitro:                                      | Legister |               |                   |                                                                  |

| Arbitro: | da Costa |

|           |           |                     |
| Byers 18’ | Marcatori | 75’ García 90’ Faña |

| Arbitro: | Bonilla |

|               |           |                             |
| Rodríguez 12’ | Marcatori | 10’ Saint-Preux 39’ Peguero |

| Arbitro: | Rubalcaba |

|                        |           |  |
| Griffith 51’ Byers 73’ | Marcatori |  |

| Arbitro: | Thomas |

|                       |           |               |
| Carter 14’ Molino 72’ | Marcatori | 52’ Rodríguez |

| Arbitro: | Brea |

|  |           |             |
|  | Marcatori | 19’ Peguero |

| Pos | Squadra           | P.ti | G | V | N | P | GF | GS | DR |
| --- | ----------------- | ---- | - | - | - | - | -- | -- | -- |
| 1   | Haiti             | 7    | 3 | 2 | 1 | 0 | 3  | 1  | +2 |
| 2   | Trinidad e Tobago | 4    | 3 | 1 | 1 | 1 | 2  | 3  | -1 |
| 3   | Rep. Dominicana   | 3    | 3 | 1 | 0 | 2 | 4  | 5  | -1 |
| 4   | Antigua e Barbuda | 3    | 3 | 1 | 0 | 2 | 3  | 3  | 0  |

Haiti e Trinidad e Tobago qualificate alle semifinali.

#### Gruppo B
| Arbitro: | Wijngaarde |

|               |           |  |
| Piquionne 29’ | Marcatori |  |

| Arbitro: | Vázquez |

|             |           |                      |
| Stewart 23’ | Marcatori | 20’ Pigrée 48’ Evens |

| Arbitro: | Anderson |

|                   |           |            |
| Martínez 74’, 76’ | Marcatori | 16’ Pigrée |

| North Sound 10 dicembre 2012, ore 19:00 UTC-4 | Giamaica | 0 – 0 referto | Martinica | Sir Vivian Richards Stadium (225 spett.)\| Arbitro: \| Johnson \| |
| Arbitro:                                      | Johnson  |               |           |                                                                   |

| Arbitro: | Vázquez |

|                 |           |                                        |
| Darcheville 81’ | Marcatori | 11’ Piquionne 32’ Parsemain 78’ Angély |

| Arbitro: | Bonilla |

|  |           |              |
|  | Marcatori | 67’ Urgellés |

| Pos | Squadra         | P.ti | G | V | N | P | GF | GS | DR |
| --- | --------------- | ---- | - | - | - | - | -- | -- | -- |
| 1   | Martinica       | 7    | 3 | 2 | 1 | 0 | 4  | 1  | +3 |
| 2   | Cuba            | 6    | 3 | 2 | 0 | 1 | 3  | 2  | +1 |
| 3   | Guyana francese | 3    | 3 | 1 | 0 | 2 | 4  | 6  | -2 |
| 4   | Giamaica        | 1    | 3 | 0 | 1 | 2 | 1  | 3  | -2 |

Martinica e Cuba qualificate alle semifinali.

### Fase a eliminazione diretta

#### Tabellone
|  | Semifinali        | Semifinali        | Semifinali        |                   |      | Finale          | Finale          | Finale          |  |
|  |                   |                   |                   |                   |      |                 |                 |                 |  |
|  | Haiti             | Haiti             | 0                 |                   |      |                 |                 |                 |  |
|  | Haiti             | Haiti             | 0                 |                   |      |                 |                 |                 |  |
|  | Cuba              | Cuba              | 1                 |                   |      |                 |                 |                 |  |
|  | Cuba              | Cuba              | 1                 |                   | Cuba | Cuba            | 1               |                 |  |
|  |                   |                   |                   |                   | Cuba | Cuba            | 1               |                 |  |
|  |                   |                   | Trinidad e Tobago | Trinidad e Tobago | 0    |                 |                 |                 |  |
|  | Martinica         | Martinica         | Trinidad e Tobago | Trinidad e Tobago | 0    | 1 (4)           |                 |                 |  |
|  | Martinica         | Martinica         |                   |                   |      | 1 (4)           |                 |                 |  |
|  | Trinidad e Tobago | Trinidad e Tobago | 1 (5)             |                   |      | Finale 3º posto | Finale 3º posto | Finale 3º posto |  |
|  | Trinidad e Tobago | Trinidad e Tobago | 1 (5)             |                   |      |                 |                 |                 |  |
|  |                   |                   |                   |                   |      |                 |                 |                 |  |
|  |                   |                   |                   |                   |      | Haiti           | Haiti           | 1               |  |
|  |                   |                   |                   |                   |      | Haiti           | Haiti           | 1               |  |
|  |                   |                   |                   |                   |      | Martinica       | Martinica       | 0               |  |

#### Semifinali
| Arbitro: | Bonilla |

|  |           |           |
|  | Marcatori | 8’ Colomé |

| Arbitro: | Wijngaarde |

|                                             |                      |                                          |
| Parsemain 75’                               | Marcatori            | 90’ Roy                                  |
| Berdix Crétinoir Gustan Parsemain Piquionne | Tiri di rigore 4 – 5 | Theobald Molino Mitchell Gonzales Guerra |

#### Finale 3º posto
| Arbitro: | da Costa |

|                 |           |  |
| Saint-Preux 94’ | Marcatori |  |

Haiti e Martinica qualificate per la CONCACAF Gold Cup 2013.

#### Finale
| Arbitro: | Legister |

|                |           |  |
| Hernández 113’ | Marcatori |  |

Cuba e Trinidad e Tobago qualificate per la CONCACAF Gold Cup 2013.